# Крабі (провінція)
Крабі (тай. กระบี่) — провінція (чангват) на півдні Таїланду, що розташована на узбережжі Андаманського моря. Адміністративним центром є місто Крабі. Сусідні провінції: Пхангнга, Сураттхані, Накхонсітхаммарат і Транг.

## Історія
Історично Крабі перебувала під адміністративною юрисдикцією Накхонсітхаммарата — ця практика зберігалася навіть після 1872 року, коли король Чулалонгкорн надав Крабі статус міста. У 1875 році відбулася важлива адміністративна зміна: Крабі перейшло в безпосереднє підпорядкування Бангкоку, що ознаменувало його перетворення на провінцію. Спочатку адміністративний центр провінції розташовувався в Бан Талат Као, однак 1900 року губернатор переніс його на сучасне місце — в гирлі річки Крабі, заклавши таким чином сучасну адміністративну структуру.

### Символіка
На печатці провінції зображені два старовинні схрещені мечі (слово крабі означає «стародавній сіамський меч») на тлі Індійського океану та гори Кхао Пханом Бенча, яка є найвищою в провінції — 1397 м над рівнем моря.
Слоган провінції: «Крабі — місто, придатне для життя, з доброзичливими людьми».
Провінційним деревом є ту́нгфа (Alstonia macrophylla). Провінційною водною істотою вважається їстівний морський слимак — хой чак тін (Laevistrombus canarium), оскільки він є місцевим делікатесом.

## Адміністративний поділ
Провінція Крабі поділяється на 8 районів (ампхе), які, своєю чергою, поділяються на 53 субрайони (тамбон) та 374 села (мубан).
Станом на 26 листопада 2019 року в провінції діють:
- одна Провінційна адміністративна організація Крабі (онгкан боріхан суан чангват),
- 13 муніципальних утворень (тесабан), серед яких місто Крабі має статус міста (тесабан муанг),
- 12 муніципалітетів субрайонного рівня (тесабан тамбон),
- 48 адміністративних організацій субрайонів (SAO, онгкан боріхан суан тамбон) у не муніципальних зонах.

## Населення
Провінція Крабі є домівкою для різноманітного населення, до якого входять буддисти, тайці китайського походження, мокени (часто звані «морськими циганами») та мусульмани. Щільність населення значно варіюється залежно від регіону. Найгустіше заселені прибережні райони, зокрема округи Нуа Клонг і міський округ Крабі, де щільність перевищує 150 осіб на км2. Найменш заселеним є гірський район Кхао Пханом у глибині провінції, де щільність становить приблизно 61 особу на км2.
Щодо релігії, буддизм є панівною вірою — його сповідує орієнтовно 65 % населення. На другому місці іслам, який сповідує приблизно 34 % жителів.
Історично мешканці Крабі були залучені до сільського господарства, використовували багаті природні ресурси провінції, зокрема гуму, олійну пальму та апельсини. Проте останніми роками туризм став важливим джерелом доходу для регіону.

## Географія
Регіон Крабі вирізняється характерними вапняковими утвореннями, відомими як моготи, що розкидані як у внутрішніх районах, так і вздовж узбережжя. Ці геологічні формації приваблюють скелелазів з усього світу, особливо на пляжі Тон Сай і Райлей, що розташовані на півострові Пхра Нанг. Серед 154 островів Крабі особливо вирізняється острів Ко Пі-Пі Ле, відомий як місце зйомок фільму «Пляж». Іншими значними островами є Ко Пі-Пі Дон, що входить до складу островів Пі-Пі, та Ко Ланта — більший острів, розташований на південь. Узбережжя Крабі зазнало значних руйнувань під час цунамі 26 грудня 2004 року.
Моготи Крабі охоплюють численні печери, багато з яких містять спелеотеми, такі як сталактити й сталагміти. Зокрема, в печерах Тхам Чао Ле та Тхам Пхі Хуа То в окрузі Ао Луек збереглися доісторичні наскельні малюнки, що зображують людей, тварин і геометричні фігури. 1986 року в печері Ланг Ронг Ріен були виявлені артефакти людської діяльності віком 40 000 років, серед яких — кам'яні знаряддя, кераміка та кістки. Це одне з найдавніших відомих поселень людей у Південно-Східній Азії. Крім того, ці печери є основним джерелом гнізд салангани, які використовуються для приготування супу з ластівчиних гнізд.
Сільське господарство Крабі переважно зосереджене на виробництві каучуку та пальмової олії. Плантації олійної пальми займають приблизно 1568 км², що становить 52 % сільськогосподарських земель провінції. У сукупності плантації пальмової олії та каучуку охоплюють 95 % оброблюваних земель Крабі як малих фермерських господарств, так і великих промислових плантацій. Загальна площа лісів у Крабі становить орієнтовно 915 км², що дорівнює 17,2 % від загальної площі провінції.

## Економіка
В економіці провінції Крабі переважають сільське господарство, туризм і меншою мірою рибальство. Вирощування каучукових дерев є провідною товарною культурою регіону, а на другому місці — виробництво пальмової олії. Найбільший виробник пальмової олії в Таїланді — компанія Univanich Palm Oil PCL — має штаб-квартиру саме в Крабі. Ця корпорація безпосередньо надає роботу приблизно 1000 осіб і співпрацює ще з приблизно 2000 місцевих фермерів малого й середнього рівня для закупівлі сировини.

### Туризм

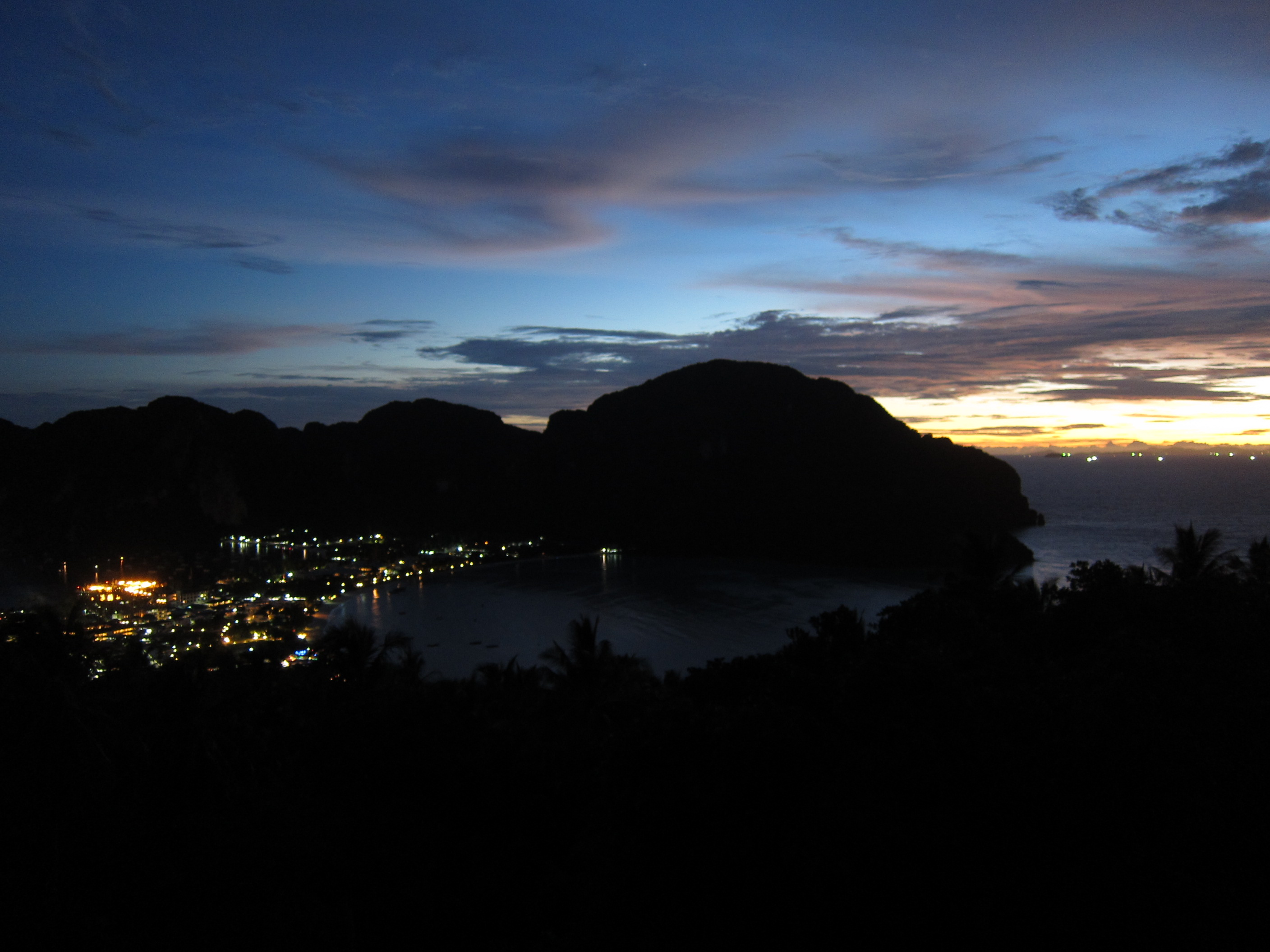
Ко Пі Пі

Провінція Крабі посідає п'яте місце в Таїланді за обсягами доходів від туризму — після Бангкока, Пхукета, Чонбурі та Чіангмай. Щороку регіон приймає орієнтовно 6 млн туристів, а пік сезону припадає на період з листопада по квітень. Проте наплив відвідувачів у високий сезон спричиняє занепокоєння з огляду на екологічне навантаження. Для розв'язання цієї проблеми місцева влада впровадила ініціативу «Krabi 365 Days», покликану рівномірніше розподілити туристичний потік протягом року, включно з несезонним або так званим «зеленим сезоном» (травень-жовтень), який відзначається сезонними дощами. Середньорічне зростання доходів від туризму в Крабі становить приблизно 8 %. У 2018 році ці доходи, за прогнозами, мали досягти 100 мрлд батів, що більше, ніж 96 млрд у 2017-му. Основними країнами походження туристів є Китай і Малайзія, а також помітну частку складають відвідувачі зі Скандинавії. За даними Управління з туризму Таїланду (TAT), станом на 2018 рік у провінції функціонувало приблизно 460 готелів, ще 200 перебували на етапі отримання ліцензії, а ще 200 — на стадії попереднього планування.

## Транспорт
З 1999 року провінцію обслуговує міжнародний аеропорт Крабі. Також через провінцію проходить автошлях Пхет Касем (трасa № 4).

## Спорт

#### Футбол
Футбольний клуб Крабі бере участь у Третій лізі Таїланду (нижній регіон) — третьому дивізіоні футбольної ліги Таїланду. «Андаманські орли» (тай. อินทรีอันดามัน) проводять домашні матчі на провінційному стадіоні Крабі.